# Trini Alvarado
Trini Alvarado, all'anagrafe Trinidad Alvarado (New York, 10 gennaio 1967), è un'attrice e cantante statunitense.

## Biografia
Nasce a New York il 10 gennaio 1967 da padre spagnolo e da madre portoricana. Dopo aver raggiunto il successo giovanissima con alcuni musical, come Runaways (1978) di Elizabeth Swados, Trini Alvarado è apparsa in Times Square (1980), favola rock dura diventata ben presto un cult, in cui interpretava una ragazzina di buona famiglia in fuga dal perbenismo e alla ricerca del successo come cantante. 
Dopo qualche apparizione in film come Fuga d'inverno, Stella e Sweet Lorraine, Alvarado è apparsa in Piccole donne (1994) accanto a Winona Ryder e Susan Sarandon, e in Sospesi nel tempo (1996) di Peter Jackson.

## Filmografia

### Cinema
- Rich Kids, regia di Robert M. Young (1979)
- Times Square, regia di Allan Moyle (1980)
- Fuga d'inverno (Mrs. Soffel), regia di Gillian Armstrong (1984)
- Sweet Lorraine, regia di Steve Gomer (1987)
- Femmine sfrenate (Satisfaction), regia di Joan Freeman (1988)
- Stella, regia di John Erman (1990)
- Le amiche americane (American Friends), regia di Tristram Powell (1991)
- The Babe - La leggenda (The Babe), regia di Arthur Hiller (1992)
- Piccole donne (Little Women), regia di Gillian Armstrong (1994)
- La famiglia Perez (The Perez Family), regia di Mira Nair (1995)
- Sospesi nel tempo (The Frighteners), regia di Peter Jackson (1996)
- Paulie - Il pappagallo che parlava troppo (Paulie), regia di John Roberts (1998)
- Little Children, regia di Todd Field (2006)
- The Good Guy, regia di Julio DePietro (2009)
- Love & Secrets, regia di Andrew Jarecki (2010)

### Televisione
- ABC Afterschool Specials – serie TV, 2 episodi (1979-1981)
- Dreams Don't Die, regia di Roger Young – film TV (1982)
- American Playhouse – serie TV, 2 episodi (1982-1990)
- Prigioniero senza nome (Jacobo Timerman: Prisoner Without a Name, Cell Without Number), regia di Linda Yellen – film TV (1983)
- Kate e Allie (Kate & Allie) – serie TV, 1 episodio (1986)
- Kay O'Brien – serie TV, 1 episodio (1986)
- Spenser (Spenser: For Hire) – serie TV, 1 episodio (1987)
- The Human Factor – serie TV, 1 episodio (1992)
- The Christmas Tree, regia di Sally Field – film TV (1997)
- The Last Dance, regia di Kevin Dowling – film TV (2000)
- Bitter Winter, regia di Roberta C. Williams – film TV (2001)
- Law & Order - Unità vittime speciali (Law & Order: Special Victims Unit) – serie TV, 1 episodio (2004)
- The Jury – serie TV, 1 episodio (2004)
- Fringe – serie TV, 2 episodi (2008-2009)
- Black Box – serie TV, 1 episodio (2014)
- The Staircase - Una morte sospetta (The Staircase) – miniserie TV, 5 puntate (2022)

### Doppiatrice
- Vai Diego (Go, Diego! Go!) – serie animata, 1 episodio (2005)

## Doppiatrici italiane
- Eleonora De Angelis in The Babe - La leggenda, Sospesi nel tempo
- Silvia Tognoloni in Stella
- Cristina Boraschi in Piccole donne
- Giuppy Izzo in Paulie - Il pappagallo che parlava troppo
- Selvaggia Quattrini in Little Children
- Sabrina Duranti in The Staircase - Una morte sospetta